# 린다 B. 벅
린다 브라운 벅(Linda Brown Buck, 1947년 1월 29일 ~ )은 후각 기관에 관한 연구로 잘 알려진 미국의 생물학자이다. 후각 수용체 연구로 2004년 리처드 액설과 함께 노벨 생리학의학상을 수상하였다. 현재 시애틀에 위치한 프레드 허친슨 암 연구 센터의 연구 교수로 활동하고 있다.

## 사생활
린다 B. 벅은 1947년 1월 29일 워싱턴주 시애틀에서 태어났다. 전기 공학자로 일했던 아버지는 여러 물건을 발명하고 만들며 여가를 보냈고, 주부였던 어머니는 낱말 퍼즐을 푸는 것에 대부분의 자유 시간을 할애하였다. 벅은 세 자매 중 둘째였다. 벅의 부모는 자녀들이 그들의 삶에서 원하는 게 무엇이든 그것을 할 수 있는 능력이 있다고 믿도록 키웠고, 벅은 과학에 대한 자신의 흥미를 성장하는 그녀에게 부모가 준 관심과 헌신의 덕으로 여긴다. 벅은 1994년 같은 생물학자인 로저 브렌트를 만났고, 2006년 결혼하였다.

## 교육
벅은 1975년 시애틀의 워싱턴 대학교에서 심리학과 미생물학 이학사를 수료하였으며, 1980년 텍사스 대학교 사우스웨스턴 메디컬 센터에서 면역학 박사 학위를 취득하였다.

## 경력 및 연구
1980년 벅은 컬럼비아 대학교의 리처드 액설 교수 밑에서 박사후 연구를 시작하였다. 존스 홉킨스 대학교에서 솔 스나이더의 단체 연구 논문을 읽은 후, 린다 벅은 냄새가 코 세포를 통해 뇌로 이동하는 경로를 추적해 분자 단위의 후각 처리 과정을 조사하기 시작했다. 벅과 액설은 쥐의 유전자를 이용한 연구로 1000여 개의 후각 수용체를 암호화하는 유전자군을 발견하여 1991년 그 결과를 발표하였다. 같은 해 말, 벅은 하버드 의과 대학의 신경생물학부 조교수가 되었고, 그곳에서 신경계에 대한 지식을 넓히고 자신의 연구실을 세웠다. 코가 냄새를 감지하는 방법을 찾아낸 후, 벅은 1993년에 서로 다른 후각 수용체의 입력 경로가 코에서 어떻게 구성되어 있는 지를 연구한 논문을 발표하였다. 그녀의 본질적인 관심사는 어떻게 코가 페로몬과 냄새를 감지하고 뇌가 이를 해석하는가이다. 그녀는 현재 프레드 허친슨 암 연구 센터의 기초 과학 부문 정회원, 워싱턴 대학교 시애틀 생리학 및 생물물리학 겸임 교수, 프레드 허친슨 암 연구 센터 연구자이다.

## 2004년 노벨 생리학의학상 수상
리처드 액설과 함께 1991년 발표한 획기적인 논문에서, 린다 벅은 우리 코의 후각 뉴런에 위치한 냄새 감지기에 대한 수백 가지 유전자 코드를 발견하였다. 각 수용체는 냄새가 수용체에 부착되면 전기 신호가 뇌로 보내지도록 활성화하는 단백질이다. 냄새 감지기 간의 차이는 특정 냄새가 특정 수용체 세포에서 신호가 방출됨을 의미한다. 우리는 이를 통해 수용체의 다양한 신호를 뚜렷한 하나의 냄새로 해석할 수 있다. 이를 위해 벅과 액설은 후각 수용체를 복제하여 이들이 G 단백질 연결 수용체군에 속한다는 것을 보여주었다. 그들은 쥐의 DNA를 분석하여 포유류의 게놈에 1000여 개의 서로 다른 후각 수용체 유전자가 있다고 추정하였다. 이 연구는 후각 구조의 유전 및 분자 분석의 문을 열어 주었다. 후반 연구에서 벅과 액설은 각각의 후각 수용체 뉴런이 단 한 종류의 후각 수용체 단백질만을 뚜렷이 발현하고, 동일한 수용체를 발현하는 모든 뉴런으로부터의 입력을 후구의 단일한 전용 사구체가 수집한다는 것을 보여 주었다.

## 수상 및 영예

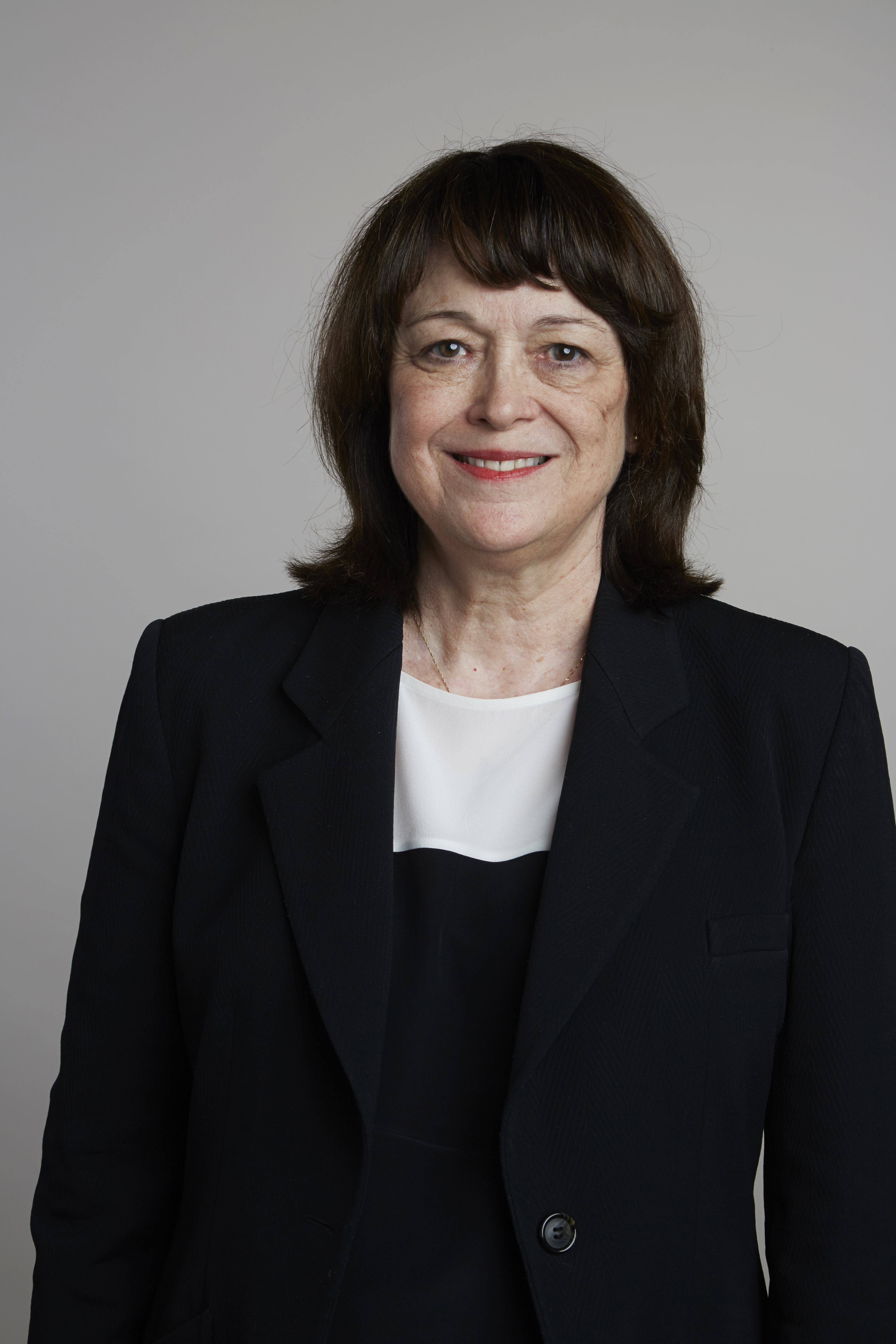
2015년 왕립학회 인물 사진의 린다 벅

벅은 1992년 다카사고 상 후각 연구 부문, 1996년 유니레버 과학상, 1996년 R.H. 라이트 상 후각 연구 부문, 1997년 루이스 S. 로젠스틸 상 기초 의학 연구 공로 부문, 2003년 펄/UNC 뉴로사이언스 상, 2003년 게어드너 재단 국제상을 수상하였다. 벅은 2003년 미국 국립 과학 아카데미, 2006년 의학협회에 취임하였다. 벅은 2008년부터 미국 예술 및 과학 아카데미 회원이다. 또한, 쇼상의 수상자를 선정하는 생명과학 및 의학 선정 위원회에 속해 있다. 2015년, 벅은 하버드 대학교의 명예 박사 학위를 수여받았으며, 왕립학회 외국인 회원으로 선출되었다.